# Locomotive FS Ne 1200, Ne 120 e D.143
Sono elencate in questa voce le locomotive Diesel-elettriche costruite dalla Whitcomb Locomotive Works per il War Department (WD), utilizzate da esso e dal Military Railway Service (MRS) sui fronti africano ed europeo della Seconda guerra mondiale e infine acquisite dalle Ferrovie dello Stato e da queste inserite successivamente nei gruppi FS Ne 1200, Ne 120 e D.143).
Le unità siglate con asterisco (*) nella colonna delle note nel 1947 furono dotate di motori primi Diesel FIAT in sostituzione dei motori originali Buda.
Per le numerazioni assunte dalle singole macchine durante il periodo anteriore al 1944, si faccia riferimento alla lista delle locomotive Whitcomb 65 DE 14, 65 DE 14A e 65 DE 14B.
La demolizione delle D.143 s'iniziò nel 2003 con le locomotive D.143.3010, assegnata al deposito locomotive di Roma, D.143.3012, assegnata a Reggio Calabria, e D.143.3029, assegnata a Palermo.
| Numeri di matricola USATC MRS (1944) | Numeri di matricola FS (1948) | Numeri di matricola FS (1953) | Numeri di matricola FS (1966-1974) | Tipo FS | Numeri di costruzione | Date di consegna | Date di trasformazione in D.143 | Date di demolizione | Note                                                                             |
| ------------------------------------ | ----------------------------- | ----------------------------- | ---------------------------------- | ------- | --------------------- | ---------------- | ------------------------------- | ------------------- | -------------------------------------------------------------------------------- |
| 1261                                 | Ne 1200.039                   | Ne 120.039                    | D.143.3001                         | III     | 60306                 | 1943             | 1966                            | Entro il 2014       | *                                                                                |
| 1201                                 | Ne 1200.002                   | Ne 120.002                    | D.143.3002                         | I       | 60142                 | 1942             | 1966                            | Non demolita        | * Inserita nel parco storico di Ferrovie Turistiche Italiane.                    |
| 1202                                 | Ne 1200.003                   | Ne 120.003                    | D.143.3031                         | I       | 60178                 | 1942             | 1972                            | 2010                |                                                                                  |
| 1203                                 | Ne 1200.004                   | Ne 120.004                    | D.143.3029                         | I       | 60180                 | 1942             | 1971                            | 2003                |                                                                                  |
| 1204                                 | Ne 1200.005                   | Ne 120.005                    | D.143.3013                         | I       | 60149                 | 1942             | 1967                            | ....                |                                                                                  |
| 1205                                 | Ne 1200.006                   | Ne 120.006                    | D.143.3004                         | I       | 60148                 | 1942             | 1966                            | 2008                | *                                                                                |
| 1206                                 | Ne 1200.007                   | Ne 120.007                    | D.143.3036                         | II      | 60140                 | 1942             | 1972                            | 2003                |                                                                                  |
| 1207                                 | Ne 1200.008                   | Ne 120.008                    | D.143.3016                         | I       | 60167                 | 1942             | 1967                            | Entro il 2014       |                                                                                  |
| 1208                                 | Ne 1200.009                   | Ne 120.009                    | D.143.3005                         | I       | 60152                 | 1942             | 1966                            | ....                | *                                                                                |
| 1258                                 | Ne 1200.036                   | Ne 120.036                    | D.143.3003                         | II      | 60253                 | 1943             | 1966                            | ....                | *                                                                                |
| 1269                                 | Ne 1200.047                   | Ne 120.047                    | D.143.3006                         | III     | 60307                 | 1943             | 1966                            | ....                |                                                                                  |
| 1252                                 | Ne 1200.030                   | Ne 120.030                    | D.143.3007                         | II      | 60247                 | 1943             | 1967                            | ....                | *                                                                                |
| 1240                                 | Ne 1200.018                   | Ne 120.018                    | D.143.3008                         | II      | 60275                 | 1943             | 1967                            | Entro il 2014       | *                                                                                |
| 1238                                 | Ne 1200.016                   | Ne 120.016                    | D.143.3009                         | II      | 60246                 | 1943             | 1967                            | ....                | *                                                                                |
| 1262                                 | Ne 1200.040                   | Ne 120.040                    | D.143.3010                         | III     | 60311                 | 1943             | 1967                            | 2003                | *                                                                                |
| 1255                                 | Ne 1200.033                   | Ne 120.033                    | D.143.3011                         | II      | 60248                 | 1943             | 1967                            | Entro il 2014       | *                                                                                |
| 1253                                 | Ne 1200.031                   | Ne 120.031                    | D.143.3012                         | II      | 60266                 | 1943             | 1967                            | 2003                | *                                                                                |
| 1237                                 | Ne 1200.015                   | Ne 120.015                    | D.143.3014                         | II      | 60263                 | 1943             | 1967                            | Entro il 2014       | *                                                                                |
| 1244                                 | Ne 1200.022                   | Ne 120.022                    | D.143.3015                         | II      | 60243                 | 1943             | 1967                            | 2009                |                                                                                  |
| 1260                                 | Ne 1200.038                   | Ne 120.038                    | D.143.3017                         | III     | 60310                 | 1943             | 1970                            | ....                |                                                                                  |
| 1234                                 | Ne 1200.012                   | Ne 120.012                    | D.143.3018                         | II      | 60264                 | 1943             | 1970                            | ....                |                                                                                  |
| 1243                                 | Ne 1200.021                   | Ne 120.021                    | D.143.3019                         | II      | 60271                 | 1943             | 1970                            | Entro il 2014       | Ha fornito ricambi per la 3021                                                   |
| 1264                                 | Ne 1200.042                   | Ne 120.042                    | D.143.3020                         | III     | 60305                 | 1943             | 1970                            | ....                |                                                                                  |
| 1248                                 | Ne 1200.026                   | Ne 120.026                    | D.143.3021                         | II      | 60259                 | 1943             | 1971                            | Non demolita        | Inserita nel parco storico della Fondazione FS                                   |
| 1239                                 | Ne 1200.017                   | Ne 120.017                    | D.143.3022                         | II      | 60255                 | 1943             | 1971                            | ....                |                                                                                  |
| 1249                                 | Ne 1200.027                   | Ne 120.027                    | D.143.3023                         | II      | 60237                 | 1943             | 1971                            | Entro il 2014       |                                                                                  |
| 1245                                 | Ne 1200.023                   | Ne 120.023                    | D.143.3024                         | II      | 60273                 | 1943             | 1971                            | 2007                |                                                                                  |
| 1256                                 | Ne 1200.034                   | Ne 120.034                    | D.143.3025                         | II      | 60250                 | 1943             | 1971                            | ....                |                                                                                  |
| 1250                                 | Ne 1200.028                   | Ne 120.028                    | D.143.3026                         | II      | 60242                 | 1943             | 1971                            | ....                |                                                                                  |
| 1241                                 | Ne 1200.019                   | Ne 120.019                    | D.143.3027                         | II      | 60258                 | 1943             | 1971                            | ....                |                                                                                  |
| 1257                                 | Ne 1200.035                   | Ne 120.035                    | D.143.3028                         | II      | 60269                 | 1943             | 1971                            | 2007                |                                                                                  |
| 1265                                 | Ne 1200.043                   | Ne 120.043                    | D.143.3030                         | III     | 60302                 | 1943             | 1971                            | ....                |                                                                                  |
| 1266                                 | Ne 1200.044                   | Ne 120.044                    | D.143.3032                         | III     | 60318                 | 1943             | 1972                            | 2009                |                                                                                  |
| 1251                                 | Ne 1200.029                   | Ne 120.029                    | D.143.3033                         | II      | 60244                 | 1943             | 1972                            | 2010                |                                                                                  |
| 1270                                 | Ne 1200.048                   | Ne 120.048                    | D.143.3034                         | III     | 60304                 | 1943             | 1972                            | Entro il 2014       |                                                                                  |
| 1263                                 | Ne 1200.041                   | Ne 120.041                    | D.143.3035                         | III     | 60303                 | 1943             | 1972                            | 2009                |                                                                                  |
| 1247                                 | Ne 1200.025                   | Ne 120.025                    | D.143.3037                         | II      | 60260                 | 1943             | 1972                            | 2010                |                                                                                  |
| 1268                                 | Ne 1200.046                   | Ne 120.046                    | D.143.3038                         | III     | 60314                 | 1943             | 1973                            | 2003                |                                                                                  |
| 1236                                 | Ne 1200.014                   | Ne 120.014                    | D.143.3039                         | II      | 60267                 | 1943             | 1973                            | 2010                |                                                                                  |
| 1232                                 | Ne 1200.010                   | Ne 120.010                    | D.143.3040                         | II      | 60265                 | 1943             | 1973                            | 2009                |                                                                                  |
| 1267                                 | Ne 1200.045                   | Ne 120.045                    | D.143.3041                         | III     | 60308                 | 1943             | 1973                            | ....                |                                                                                  |
| 1233                                 | Ne 1200.011                   | Ne 120.011                    | D.143.3042                         | II      | 60262                 | 1943             | 1973                            | ....                |                                                                                  |
| 1235                                 | Ne 1200.013                   | Ne 120.013                    | D.143.3043                         | II      | 60268                 | 1943             | 1973                            | 2009                |                                                                                  |
| 1200                                 | Ne 1200.001                   | Ne 120.001                    | D.143.3044                         | I       | 60130                 | 1943             | 1973                            | 2009                |                                                                                  |
| 1242                                 | Ne 1200.020                   | Ne 120.020                    | D.143.3045                         | II      | 60240                 | 1943             | 1974                            | Non demolita        | Vincolata come "bene culturale" dall'Assessorato BBCCAA della Regione Siciliana. |
| 1246                                 | Ne 1200.024                   | Ne 120.024                    | D.143.3046                         | II      | 60257                 | 1943             | 1974                            | ....                |                                                                                  |
| 1259                                 | Ne 1200.037                   | Ne 120.037                    | D.143.3047                         | II      | 60239                 | 1943             | 1974                            | Entro il 2014       |                                                                                  |
| 1254                                 | Ne 1200.032                   | Ne 120.032                    | D.143.3048                         | II      | 60272                 | 1943             | 1974                            | 2009                |                                                                                  |
| 1271                                 | Ne 1200.049                   | Ne 120.049                    | D.143.3049                         | III     | 60312                 | 1943             | 1974                            | ....                |                                                                                  |